# Sonora michoacanensis
Espèce
Synonymes
- Contia michoacanensis Dugès in Cope, 1884
- Sonora erythrura Taylor, 1937

Statut de conservation UICN

 LC  : Préoccupation mineure
Sonora michoacanensis  est une espèce de serpents de la famille des Colubridae.

## Répartition
Cette espèce est endémique du Mexique. Elle se rencontre dans les États de Colima, du Guerrero, du Michoacán, de Morelos et de Puebla.

## Description
Dans sa description Dugès indique que le spécimen en sa possession mesure 195 mm dont 35 mm pour la queue.
C'est un serpent ovipare.

## Taxinomie
La sous-espèce Sonora michoacanensis mutabilis a été élevée au rang d'espèce.

## Étymologie
Son nom d'espèce, composé de michoacan et du suffixe latin -ensis, « qui vit dans, qui habite », lui a été donné en référence au lieu de sa découverte.

## Publication originale
- Cope, 1885 "1884" : Twelfth contribution to the herpetology of tropical America. Proceedings of the American Philosophy Society, vol. 22, p. 167-194 (texte intégral).